# کوئیک (کامیاران)
کوئیک، روستایی از توابع بخش موچش شهرستان کامیاران در استان کردستان ایران است . این روستا جزء بخش موچش است شغل مردم این روستا کشاورزی و دامداری است.

## جمعیت
این روستا در دهستان عوالان قرار دارد و براساس سرشماری مرکز آمار ایران در سال ۱۳۸۵، جمعیت آن ۷۶ نفر (۱۸خانوار) بوده‌است.